# Łosie (Leśnica)
Łosie – część wsi Leśnica w Polsce, położona w województwie małopolskim, w powiecie tatrzańskim, w gminie Bukowina Tatrzańska.
W latach 1975–1998 Łosie administracyjnie należały do województwa nowosądeckiego.